# هانا فرميش
هانا فرميش (بالإنجليزية: Hannah Vermeersch)‏ هي مجدفة أسترالية، ولدت في 10 سبتمبر 1992 في اسبرانس في أستراليا.

## وصلات خارجية
- هانا فرميش على موقع الاتحاد الدولي للتجديف (الإنجليزية)
- هانا فرميش على موقع اللجنة الأولمبية الدولية (الإنجليزية)
- هانا فرميش على موقع أوليمبيديا (الإنجليزية)
- هانا فرميش على موقع اللجنة الأولمبية الأسترالية (الإنجليزية)